# Тканина реальності
Тканина реальності: Наука паралельних всесвітів і її застосування (англ. The Fabric of Reality: The Science of Parallel Universes—and Its Implications) — книга фізика Девіда Дойча 1997 року.

## Огляд
Книга описує погляди автора на квантову механіку та її значення для розуміння реальності. Автор називає свою інтерпретацію гіпотезою мультивсесвіту (або багатосвітовою інтерпретацією) і розглядає її як одну з ниток «чотириниткової» теорії всього, яка включає такі елементи:
1. Багатосвітова інтерпретація квантової фізики Г'ю Еверетта, «Перша й найважливіша з чотирьох ниток».
2. Епістемологія Карла Поппера, особливо її антиіндуктивізм[en] і вимога реалістичної (неінструментальної) інтерпретації наукових теорій, а також наголос на серйозному сприйнятті припущень, які не піддаються фальсифікації.
3. Теорія алгоритмів Алана Тюрінга, особливо розроблена в «принципі Тюрінга» Дойча, де універсальну машину Тюринга замінено універсальним квантовим комп'ютером Дойча. («Теорія обчислень тепер є квантовою теорією обчислень».)
4. Уточнена Річардом Докінзом дарвінівська теорія еволюції та сучасний еволюційний синтез, особливо ідеї реплікатора та мему, оскільки вони об'єднуються з попперівським підходом (нитка 2).

«Теорія всього» Дойча є (слабко) емерджентистською, а не редуктивною. Вона спрямована не на зведення всього до фізики елементарних частинок, а скоріше на взаємну підтримку мультивсесвіту, комп'ютерних, епістемологічних та еволюційних принципів.

## Відгуки
Критичний прийом був загалом позитивним. The New York Times написала неоднозначну рецензію на «Тканина реальності», зазначивши, що книга «сповнена провокаційних ідей. Але після прочитання в мене залишилося лише найневиразніше уявлення про те, як пов'язані між собою нитки в гобелені Дойча». The Guardian був більш прихильним у своїй рецензії, заявивши: «Це глибока та амбітна книга, і було багато моментів, коли я почувався не на своєму рівні […] Але сама ця пригода мислення не просто за межами звичного, а цілком поза межами ньютонівського всесвіту — захоплює».